# Neyraudia
Neyraudia, rod trajnica iz porodice trava smješten u tribus Triraphideae, dio potporodice Chloridoideae. Pripada mu četiri vrste iz Azije i Afrike (uključujući Madagaskar)

## Vrste
1. Neyraudia arundinacea (L.) Henrard
2. Neyraudia curvipes Ohwi
3. Neyraudia montana Keng
4. Neyraudia reynaudiana (Kunth) Keng ex Hitchc.